# Gortyna suffusa
Gortyna suffusa là một loài bướm đêm trong họ Noctuidae.